# Médaille Bruce
Pour les articles homonymes, voir Bruce.
La médaille d'or Catherine Wolfe Bruce, ou médaille Bruce (en anglais : Bruce Medal) est un prix scientifique attribué annuellement depuis 1898 par la Société astronomique du Pacifique (ASP), fondée à San Francisco en 1889. Elle récompense une personne pour l'ensemble de ses travaux dans le domaine de l'astronomie. Elle doit son nom à Catherine Wolfe Bruce, bienfaitrice américaine qui a contribué à financer de nombreux projets en astronomie à la fin du XIXe siècle.
Les candidats nommés sont proposés par les directeurs de six observatoires astronomiques, trois américains et trois d'autres pays, les observatoires impliqués changeant régulièrement. Le prix est ouvert « à des ressortissants de tout pays et des deux sexes », et attribué annuellement, le bureau de l'ASP se réservant le droit de ne pas l'attribuer les années où les candidats qui lui sont proposés ne le satisfont pas.

## Liste des récipiendaires
- 1898 : Simon Newcomb[3]
- 1899 : Arthur Auwers
- 1900 : David Gill
- 1902 : Giovanni Schiaparelli
- 1904 : William Huggins
- 1906 : Hermann Carl Vogel
- 1908 : Edward Charles Pickering
- 1909 : George William Hill[3]
- 1911 : Henri Poincaré[3]
- 1913 : Jacobus Kapteyn
- 1914 : Oskar Backlund
- 1915 : William Wallace Campbell
- 1916 : George Ellery Hale
- 1917 : Edward Emerson Barnard
- 1920 : Ernest William Brown[3]
- 1921 : Henri Deslandres
- 1922 : Frank Watson Dyson
- 1923 : Benjamin Baillaud
- 1924 : Arthur Stanley Eddington[3]
- 1925 : Henry Norris Russell
- 1926 : Robert Grant Aitken
- 1927 : Herbert Hall Turner
- 1928 : Walter Sydney Adams
- 1929 : Frank Schlesinger
- 1930 : Max Wolf
- 1931 : Willem de Sitter[3]
- 1932 : John Stanley Plaskett
- 1933 : Carl V. L. Charlier
- 1934 : Alfred Fowler
- 1935 : Vesto Slipher
- 1936 : Armin Otto Leuschner
- 1937 : Ejnar Hertzsprung
- 1938 : Edwin Hubble[3]
- 1939 : Harlow Shapley
- 1940 : Frederick Hanley Seares
- 1941 : Joel Stebbins
- 1942 : Jan Hendrik Oort
- 1944 : William Hammond Wright qui la refuse
- 1945 : Edward Arthur Milne[3]
- 1946 : Paul Willard Merrill
- 1947 : Bernard Lyot
- 1948 : Otto Struve
- 1949 : Harold Spencer Jones
- 1950 : Alfred Harrison Joy
- 1951 : Marcel Minnaert
- 1952 : Subrahmanyan Chandrasekhar[3]
- 1953 : Harold Delos Babcock
- 1954 : Bertil Lindblad
- 1955 : Walter Baade
- 1956 : Albrecht Unsöld
- 1957 : Ira Sprague Bowen
- 1958 : William Wilson Morgan
- 1959 : Bengt Strömgren
- 1960 : Viktor Ambartsumian
- 1961 : Rudolph Minkowski
- 1962 : Grote Reber
- 1963 : Seth Barnes Nicholson
- 1964 : Otto Heckmann
- 1965 : Martin Schwarzschild
- 1966 : Dirk Brouwer
- 1967 : Ludwig Biermann
- 1968 : Willem Jacob Luyten
- 1969 : Horace Welcome Babcock
- 1970 : Fred Hoyle[3]
- 1971 : Jesse Greenstein
- 1972 : Iosif Samuilovich Shklovskii
- 1973 : Lyman Spitzer, Jr.
- 1974 : Martin Ryle
- 1975 : Allan Rex Sandage
- 1976 : Ernst Julius Öpik
- 1977 : Bart Jan Bok
- 1978 : Hendrik Christoffel van de Hulst
- 1979 : William Alfred Fowler
- 1980 : George Herbig
- 1981 : Riccardo Giacconi
- 1982 : Margaret Burbidge
- 1983 : Yakov Borisovich Zel'dovich
- 1984 : Olin Chaddock Wilson
- 1985 : Thomas George Cowling
- 1986 : Fred Lawrence Whipple
- 1987 : Edwin Salpeter
- 1988 : John Gatenby Bolton
- 1989 : Adriaan Blaauw
- 1990 : Charlotte Emma Moore Sitterly
- 1991 : Donald Edward Osterbrock
- 1992 : Maarten Schmidt
- 1993 : Martin Rees
- 1994 : Wallace Sargent
- 1995 : Philip James Edwin Peebles
- 1996 : Albert Edward Whitford
- 1997 : Eugene Parker
- 1998 : Donald Lynden-Bell
- 1999 : Geoffrey Burbidge
- 2000 : Rashid Alievich Sunyaev
- 2001 : Hans Albrecht Bethe
- 2002 : Bohdan Paczynski
- 2003 : Vera Cooper Rubin
- 2004 : Chushiro Hayashi
- 2005 : Robert Paul Kraft
- 2006 : Frank James Low[4]
- 2007 : Martin Harwit
- 2008 : Sidney van den Bergh
- 2009 : Frank Shu
- 2010 : Gerry Neugebauer
- 2011 : Jeremiah Ostriker
- 2012 : Sandra Moore Faber[5]
- 2013 : James E. Gunn
- 2014 : Kenneth Irwin Kellermann
- 2015 : Douglas N. C. Lin (en)
- 2016 : Andrew Fabian
- 2017 : Nick Scoville (en)
- 2018 : Timothy Heckman[6]
- 2019 : Martha Patricia Haynes[1]
- 2020 : non décernée en raison de la pandémie de Covid-19[7]
- 2021 : Bruce Elmegreen
- 2022 : Ellen Gould Zweibel
- 2023 : Marcia J. Rieke
- 2024 : Chryssa Kouveliotou